# Diadromus collaris
Diadromus collaris är en stekelart som först beskrevs av Johann Ludwig Christian Gravenhorst 1829.  Diadromus collaris ingår i släktet Diadromus och familjen brokparasitsteklar. Arten är reproducerande i Sverige. Utöver nominatformen finns också underarten D. c. nigrithorax.